# Alfred Vock
Alfred Vock (* 14. April 1913 in Thalwil; † 7. September 1998 ebenda) war ein Schweizer Radrennfahrer und nationaler Meister im Radsport.

## Sportliche Laufbahn
Vock gewann im Querfeldeinrennen (heutige Bezeichnung Cyclosport) 1941 die nationale Meisterschaft vor Kurt Zaugg. 1940 wurde er Vize-Meister hinter Fritz Hartmann und 1942 hinter Robert Lang. Im Critérium International de Cyclo-cross (dem Vorläufer der UCI-Weltmeisterschaften) 1939 wurde er als 11. klassiert. 1943 wurde er beim Sieg von Hans Knecht Zweiter im Eintagesrennen À travers Lausanne, 1942 wurde er Dritter.